# Шан-Вадуц (станція)
Шан-Вадуц — одна з 4-х залізничних станцій, що знаходяться на території Ліхтенштейну. Розташована у місті Шан та у 3,5 км від міста Вадуц. Станція належить компанії «Австрійські федеральні залізниці» (ÖBB).

## Історія
Станція була відкрита у 1872 році та виконувала функції зупинного пункту для експресів на лінії Відень-Париж. У рамках міжурядової угоди щодо розвитку транспортної інфраструктури, укладеної у березні 2011 року, компанія «Австрійські федеральні залізниці» взяла на себе зобов'язання модернізувати зупинні пункти в Ліхтенштейні, у тому числі станцію Шан-Вадуц.

## Описання
Станція Шан-Вадуц розташована на міжнародній електрифікованій лінії Фельдкірх (Австрія) — Бухс (Швейцарія), між станцією Бухс та зупинним пунктом Форст-Гілті (у північному передмісті Шану). Станція обслуговує лише регіональні потяги.
Розташована у самому центрі міста, станція складається з двоповерхового будинку, дерев'яного сараю та платформи, яка обслуговує першу колію. Друга колія не має платформи та використовується рідко.

## Галерея

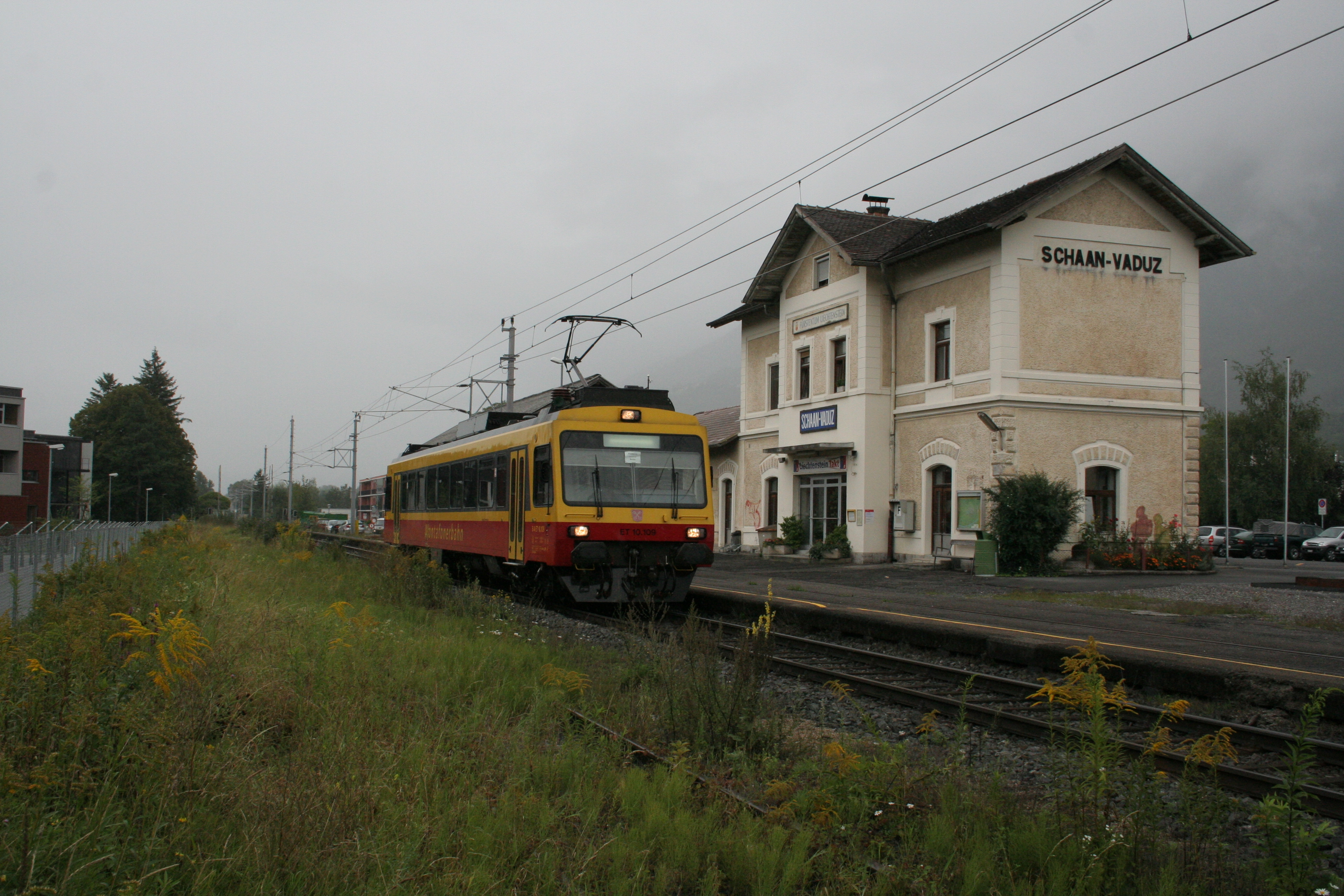